# Z Draconis
Z Draconis är en kortperiodisk förmörkelsevariabel av Algol-typ i stjärnbilden Draken. 
Stjärnan har en visuell magnitud som varierar mellan +10,8 och +14,1 (p) med en period på 1,357456 dygn. 